# Jan Blockx
Joannes Josephus (Jan) Blockx (Antwerpen, 25 januari 1851 – Kapellenbos nabij Antwerpen, 26 mei 1912) was een Belgisch componist, docent en musicus.
Na zijn studie aan de Vlaamsche Muziekschool in Antwerpen bij Peter Benoît en bij Carl Reinecke in Leipzig volgde Blockx zijn Antwerpse leermeester in 1901 op als directeur van het conservatorium. Blockx genoot een aantal onderscheidingen: zo was hij Officier in de Leopoldsorde, werkend lid van de Koninklijke Academie van België en erelid van het Academisch korps van Antwerpen. Hij componeerde onder andere de opera's De Herbergprinses en De Bruid der Zee en het ballet-pantomime Milenka. Het bekendste werk zijn een reeks Vlaamse Dansen.
Dankzij het internationale succes van zijn opera's was Jan Blockx een belangrijk component in de verspreiding van de Vlaamse muziek. Blockx kende zijn muziek echter geen volks-opvoedende taak toe zoals Benoit dit deed en was daarom binnen de Vlaamse muziekbeweging een zeer betwist figuur.